# San Martín Airport
San Martín Airport är en flygplats i Argentina. Den ligger i den centrala delen av landet, 900 km väster om huvudstaden Buenos Aires. San Martín Airport ligger 653 meter över havet.
Terrängen runt San Martín Airport är mycket platt. Närmaste större samhälle är San Martín, 4,8 km väster om San Martín Airport.
Omgivningarna runt San Martín Airport är i huvudsak ett öppet busklandskap. Runt San Martín Airport är det ganska tätbefolkat, med 100 invånare per kvadratkilometer.